# 赵成 (安平君)
赵成（？—？），又称公子成，中國战国时期赵国政治人物，嬴姓，赵肃侯的弟弟，赵成侯的儿子，赵武灵王的叔父。沙丘之亂後为趙國宰相，稱安平君。

## 簡介
赵肃侯死後，他开始辅佐赵武灵王。赵武灵王主持胡服骑射政策，肥義支持赵武灵王；公子成起初反对，但后来在赵武灵王的劝导下，公子成也转而支持胡服骑射。
赵武灵王因為迷戀寵妃吳娃，廢太子趙章，改封為安陽君，以吳之子趙何為儲君。
前298年，武灵王自称主父，禪讓王位給儿子趙何，即趙惠文王。
前295年，赵武灵王的长子趙章與其宰相田不禮發動沙丘之亂，謀殺惠文王不成。公子成與將軍李兑自邯鄲興兵勤王，殺了田不禮，趙章逃到了赵武灵王住的沙丘宫，赵武灵王接納了趙章，但趙章依然被杀。
公子成與李兑害怕被赵武灵王報復，於是繼續包围沙丘宫，赵武灵王因而饿死。事變後被惠文王拜為宰相，号安平君，以李兑为司寇。